# ميسيل ماكسيموف
ميسيل ماكسيموف هو لاعب كرة قدم بلغاري في مركز الوسط، ولد في 16 يناير 1997 في صوفيا في بلغاريا. لعب مع FC Rilski Sportist Samokov ‏.

## وصلات خارجية
- ميسيل ماكسيموف على موقع قاعدة بيانات كرة القدم.إي يو (الإنجليزية)
- ميسيل ماكسيموف على موقع Soccerway.com (الإنجليزية)